# Red in Bluesville
Red in Bluesville è un album di Red Garland, pubblicato dalla Prestige Records nel 1959. Il disco fu registrato il 17 aprile del 1959 al Rudy Van Gelder Studio di Hackensack, New Jersey.

## Tracce
Lato A
1. He's a Real Gone Guy – 5:11 (Nellie Lutcher)
2. See See Rider – 7:58 (Brano tradizionale, arrangiamento Red Garland)
3. M Squad – 7:34 (Count Basie)

Lato B
1. That's Your Red Wagon – 5:49 (Don Raye, Gene DePaul, Richard M. Jones)
2. Trouble in Mind – 5:47 (Richard M. Jones)
3. St. Louis Blues – 9:30 (W.C. Handy)

## Musicisti
- Red Garland - pianoforte
- Sam Jones - contrabbasso
- Art Taylor - batteria